# Dorengt
Dorengt é uma comuna francesa na região administrativa de Altos da França, no departamento de Aisne. Estende-se por uma área de 10,5 km². Em 2010 a comuna tinha 161 habitantes (densidade: 15,3 hab./km²).